# 驩州
驩州，隋朝時設置的州，唐宋明仍置。
開皇十八年（598年）改德州置，治所在九德縣（今越南乂安省榮市）。轄境相當今越南河靜省和乂安省南部。唐朝武德五年（622年）改名南德州，八年又改名德州。貞觀元年（627年）復名驩州。其後轄境縮小。戶九千六百一十九，口五萬八百一十八。下轄四縣：九德縣、浦陽縣、越裳縣、懷驩縣。1036年越南李朝改名義安州。

## 沿革

### 隋代[1]
日南郡梁置德州，開皇十八年改曰驩州。統縣八：
九德縣、咸驩縣、浦陽縣、越常縣、金寧縣（梁置利州。開皇十八年改為智州，大業初州廢）、交谷縣（梁置明州，大業初州廢）、安遠縣、光安縣（舊曰西安縣，開皇十八年改名）。

### 唐代[3]
武德五年，置南德州總管府，領德州、明州、智州、驩州、林州、源州、景州、海州八州。南德州領六縣。武德八年，改為德州。貞觀元年，改為驩州，以舊驩州為演州。二年，置驩州都督府，領驩州、演州、明州、智州、林州、源州、景州、海州八州。十二年，廢明州、源州、海州三州。天寶元年，改為日南郡。乾元元年，復為驩州。舊領縣六。天寶領縣四。
九德縣，州所治。吳分日南置九德郡，晉、宋、齊因之。隋改為驩州，廢九德郡為縣，今治也。
領九德縣、浦陽縣、越裳縣、懷驩縣
- 武德五年置安遠縣、曇羅縣、光安縣三縣。是年，以光安縣置源州，又置水源縣、安銀縣、河龍縣、長江縣四縣。貞觀八年更名阿州，十三年州廢，省水源縣、河龍縣、長江縣，以光安縣、安銀縣來屬。安遠縣、曇羅縣、光安縣、安銀縣後皆省。
- 武德五年置明州，幷置萬安縣、明弘縣、明定縣三縣； 貞觀十三年廢明州，省萬安縣、明弘縣、明定縣入越裳縣，隸智州。
- 武德五年又以日南郡之文谷縣、金寧縣二縣置智州，幷置新鎮縣、闍員縣二縣。貞觀元年更曰南智州，省新鎮縣、闍員縣。
- 後廢智州，省文谷縣、金寧縣入越裳縣，來屬驩州。
- 又以隋比景郡置匕州。又更名匕州曰南景州，貞觀二年綏懷林邑，乃僑治驩州之南境，領比景縣、朱吾縣二縣，幷置由文縣。八年第名景州。
- 九年以隋林邑郡置林州，亦寄治驩州之南境，領林邑縣、金龍縣、海界縣三縣。
- 又置山州，領龍池縣、盆山縣二縣。後為龍池郡。皆貞元末廢。
- 武德五年於隋九真郡咸驩縣置驩州，領安人縣、扶演縣、相景縣、西源縣四縣，治安人縣。貞觀九年更名演州。十三年省相景縣入扶演縣。十六年州廢，其所管四縣，廢入咸驩縣，以咸驩來屬。後更咸驩曰懷驩。

貞元七年，始以驩、峯二州為都督府。驩在安南，限重海，與文單、占婆接。
驩州刺史
- 李晙（622年，南德州總管）
- 苏某（705年）
- 宋之悌（开元后期）
- 严郢（782年）
- 杨清（819年之前）[5]

### 宋代[6]
丁公著、丁部領、黎明提、李偓佺等先後被封為驩州刺史

### 明代
- 永樂五年（1407年）六月癸未置驩州，屬乂安府，領縣四[7][8][9][10][11][12]：石塘縣、東岸縣、沙南縣、路平縣。
- 永樂十三年八月丁亥，並驩州之沙南縣入本州、路平縣入衙儀縣[13]，領縣二：石塘縣、東岸縣。
- 永樂十七年九月丙辰，並真福縣入驩州，偈江縣入石塘縣，驩州之東岸縣入本州[14][15]。領縣一：石塘縣。
- 洪熙元年十一月辛酉，以奏事不明，黜行在兵科給事中陳耀交阯驩州判官[16]。

## 相關
- 乂處